# Les Vauriens

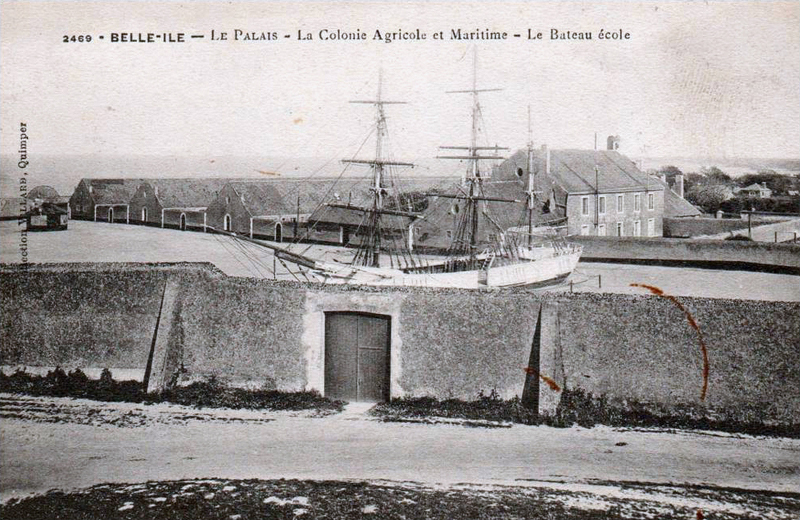
La colonie pénitentiaire de Belle-Île-en-Mer et son bateau-école au milieu de la cour. Carte postale vers 1920.

Les Vauriens est un téléfilm français réalisé par Dominique Ladoge, diffusé pour la première fois en 2006.

## Synopsis
Ana est juge pour enfants, elle n'a jamais connu son père, Louis Delpierre. Lorsqu'elle apprend sa mort, elle se rend pour la première fois dans sa maison à Belle-Île-en-Mer. Elle y découvre le véritable passé de cet homme et plonge alors dans l'histoire des bagnes d'enfants. Loulou a 10 ans en 1933 et n'a commis d'autre crime que d'être abandonné par ses parents. Incarcéré à la colonie pénitentiaire de Belle-Île-en-Mer, il fait l'apprentissage de la violence et des privations. Par chance, il devient l'ami de Robert Favart, un « grand » de 14 ans, un dur, qui le protège et lui apprend à se défendre. La rencontre avec Paul Alexis, grand reporter, va constituer un tournant dans leur vie.

## Fiche technique
- Réalisation : Dominique Ladoge
- Scénario, adaptation et dialogues : Sandro Agénor
- Production : Escazal Films, France 3
- Chef de production : Denis Carot
- Musique : Nicolas Jorelle
- Chant : Lilou Gambetta https://www.recherche-musiciens.com/profil/2696/Lilou+gambetta
- Image : Étienne Fauduet
- Casting : Sylvie Brocheré
- Décors : Thibaut Antoine
- Costumes : Marie-Christine Casse
- Son : Joseph de Laage
- Mixages : Audrey Daran
- Maquillage : Cécile Gentilin
- Script : Quitterie Bienvenu
- Photographe de plateau : Christian Blémon
- Pellicule : 35 mm, couleur
- Distribution : France 3
- Durée : 90 minutes
- Date de sortie : 30 septembre 2006 (TV) sur  France 3 - Redif : 11 septembre 2008 et 31 août 2013 sur France 3
- Pays :  France
- Genre : biographie, drame

## Distribution
- Jean Senejoux : Louis Delpierre dit Loulou
- Frédéric Papalia : Robert Favart
- Laurent Lucas : Ferrandi, le journaliste Paul Alexis
- Rufus : Fouchs, le directeur du centre
- Paul Crauchet : Louis Delpierre vieux
- Constance Dollé : Anabelle, la veuve
- Charles Dupuy : le Giron
- Laurence Côte : Ana Delpierre, la fille de Loulou
- Joël Cudennec : Rold'Hom, un gardien
- Daniel Duroy : Pinpin, un gardien
- Maël Grenier : Villec
- Florian Marcade : Ramaller
- Jonathan Reyes : Baviaux
- Loïc Baylacq : Chaumont
- Patrick Yvenou : Hector
- Florent Bigot de Nesles : Mathieu
- Pascal Guin : Ramey
- Paul Nehr : un pêcheur
- Hugues Charbonneau : le pêcheur au fusil
- Jean-Yves Gourves : le touriste
- Jean-François Eono : un gendarme de Belle-Ile
- Pascal Orveillon : une gendarme de Belle-Ile
- Thierry Barbet : le gendarme Boucherie
- Manesca de Ternay : la mère de Loulou
- Sandra Alberti : la mère de Guichard
- Jeanne Clinchamp : l'avocate
- Marc-Olivier Veilhan : le greffier
- Odette Simoneau : l'hôtelière
- André Jarril : le ministre

## Thème
Ce téléfilm lève le voile sur l'existence des bagnes pour enfants dans la France de l'entre-deux-guerres, la violence, la corruption, la promiscuité qui y régnait. Des centres de détention comparables au bagne pour adultes, mais il ne s'agissait à l'époque que d'enfants. Certains de 14 ou 16 ans, mais aussi des plus jeunes de 8 à 10 ans, qui se retrouvaient ainsi mélangés, avec toutes les dérives possibles. Un fait presque oublié aujourd'hui.
Ce film a beau être une fiction, il raconte néanmoins une histoire bien réelle qui s'est passé à l'été 1934 en Bretagne. Au mois d'août de cette année, 55 enfants se sont échappés de la maison de redressement de Belle-Île-en-Mer à cause des brimades et des conditions de vie effroyables qu'ils subissaient. La population de l'île se lança alors dans une véritable « chasse à l'enfant » pour retrouver les fuyards. Ce fait divers a été relaté par le journaliste Alexis Danan, dans les colonnes de Paris-Soir, l'affaire mit en lumière le régime très sévère des pénitenciers pour enfants.
Pour écrire le scénario du film, le scénariste Sandro Agénor est allé fouiller les archives départementales du Morbihan à Vannes et a pu rencontrer les derniers protagonistes de l'époque.

## Autour du film
- Ces évènements ont inspiré un poème à Jacques Prévert, intitulé « La Chasse à l'enfant » : il y dénonce les méthodes assez peu courantes d'offrir une prime de 20 francs à tout citoyen, habitant ou touriste, qui permettrait de capturer un enfant fugitif.
- Marcel Carné a aussi rendu hommage à ces enfants, dans son film inachevé La Fleur de l'âge, de 1947.
- Ce téléfilm reste l'un des plus grands succès de France 3 en fiction et en première partie de soirée (heure de grande écoute), réunissant 5,8 millions de téléspectateurs et 27,2 % de PDM lors de sa première diffusion.